# Leider Riascos
Leider Andrés Riascos Suárez, mais conhecido como Leider Riascos (López de Micay, 4 de julho de 2000) é um futebolista colombiano que atua como lateral-direito. Atualmente joga pelo Tolima.

## Carreira

### Tolima
Nascido em López de Micay, no departamento de Cauca, Riascos foi passando pelas categorias de base do Tolima até ascender ao profissional no ano de 2020, tendo feito sua estreia em 11 de outubro na vitória de 3–0 sobre o Cúcuta Deportivo. Em 21 de novembro de 2021 na vitória de 3—1 sobre o Quindío, concedeu uma assistência para o primeiro gol do hat-trick de Juan Fernando Caicedo.

## Estatísticas
Atualizadas até 4 de maio de 2023.[carece de fontes?]

### Clubes
| Equipe            | Temporada         | Campeonato nacional | Campeonato nacional | Campeonato nacional | Copa nacional[a] | Copa nacional[a] | Copa nacional[a] | Competições continentais[b] | Competições continentais[b] | Competições continentais[b] | Outros torneios[c] | Outros torneios[c] | Outros torneios[c] | Total | Total | Total   |
| Equipe            | Temporada         | Jogos               | Gols                | Assist.             | Jogos            | Gols             | Assist.          | Jogos                       | Gols                        | Assist.                     | Jogos              | Gols               | Assist.            | Jogos | Gols  | Assist. |
| ----------------- | ----------------- | ------------------- | ------------------- | ------------------- | ---------------- | ---------------- | ---------------- | --------------------------- | --------------------------- | --------------------------- | ------------------ | ------------------ | ------------------ | ----- | ----- | ------- |
| Tolima            | 2020              | 2                   | 0                   | 0                   | 0                | 0                | 0                | —                           | —                           | —                           | —                  | —                  | —                  | 2     | 0     | 0       |
| Tolima            | 2021              | 11                  | 0                   | 1                   | —                | —                | —                | 1                           | 0                           | 0                           | —                  | —                  | —                  | 12    | 0     | 1       |
| Tolima            | 2022              | 13                  | 0                   | 0                   | 2                | 0                | 0                | 1                           | 0                           | 0                           | —                  | —                  | —                  | 16    | 0     | 0       |
| Tolima            | 2023              | 11                  | 0                   | 0                   | 0                | 0                | 0                | 3                           | 0                           | 0                           | —                  | —                  | —                  | 14    | 0     | 0       |
| Tolima            | Total             | 37                  | 0                   | 1                   | 2                | 0                | 0                | 5                           | 0                           | 0                           | 0                  | 0                  | 0                  | 44    | 0     | 1       |
| Total na carreira | Total na carreira | 37                  | 0                   | 1                   | 2                | 0                | 0                | 5                           | 0                           | 0                           | 0                  | 0                  | 0                  | 44    | 0     | 1       |

- a. ^ Jogos da Copa Colômbia
- b. ^ Jogos da Copa Sul-Americana e Copa Libertadores
- c. ^ Jogos da

## Títulos

### Tolima
- Campeonato Colombiano de Futebol Apertura: 2021[carece de fontes?]
- Superliga Colombiana: 2022[carece de fontes?]